# SNCAC NC.700
Dimensions
Le SNCAC NC 700 « Martinet » est un avion de transport léger de fret ou de passagers, dérivé de l'avion allemand Siebel 204A. Fabriqué en France à partir de 1944 par la SNCAC, il est utilisé comme avion militaire de liaison ainsi que comme avion de ligne. Il a équipé le Groupe Aérien d'Entraînement et de Liaisons (GAEL) 2/60 de 1947 à 1948.

En Indochine, de 1949 à 1951, l'Escadrille de Reconnaissance d'Outre-Mer n°80 (EROM 80) assure les missions de reconnaissance photographique avec six « Martinet ». 

## Gamme
Cet avion s’inscrit dans la gamme des avions « Martinet » :
- NC 700 à moteur Renault 12S,
- NC 701, version d'entrainement à face avant vitrée, dérivé du Si-204D, 5 places élèves et un formateur radio.
- NC 702, version de transport à nez allongé et 8 places.

### Bibliographie

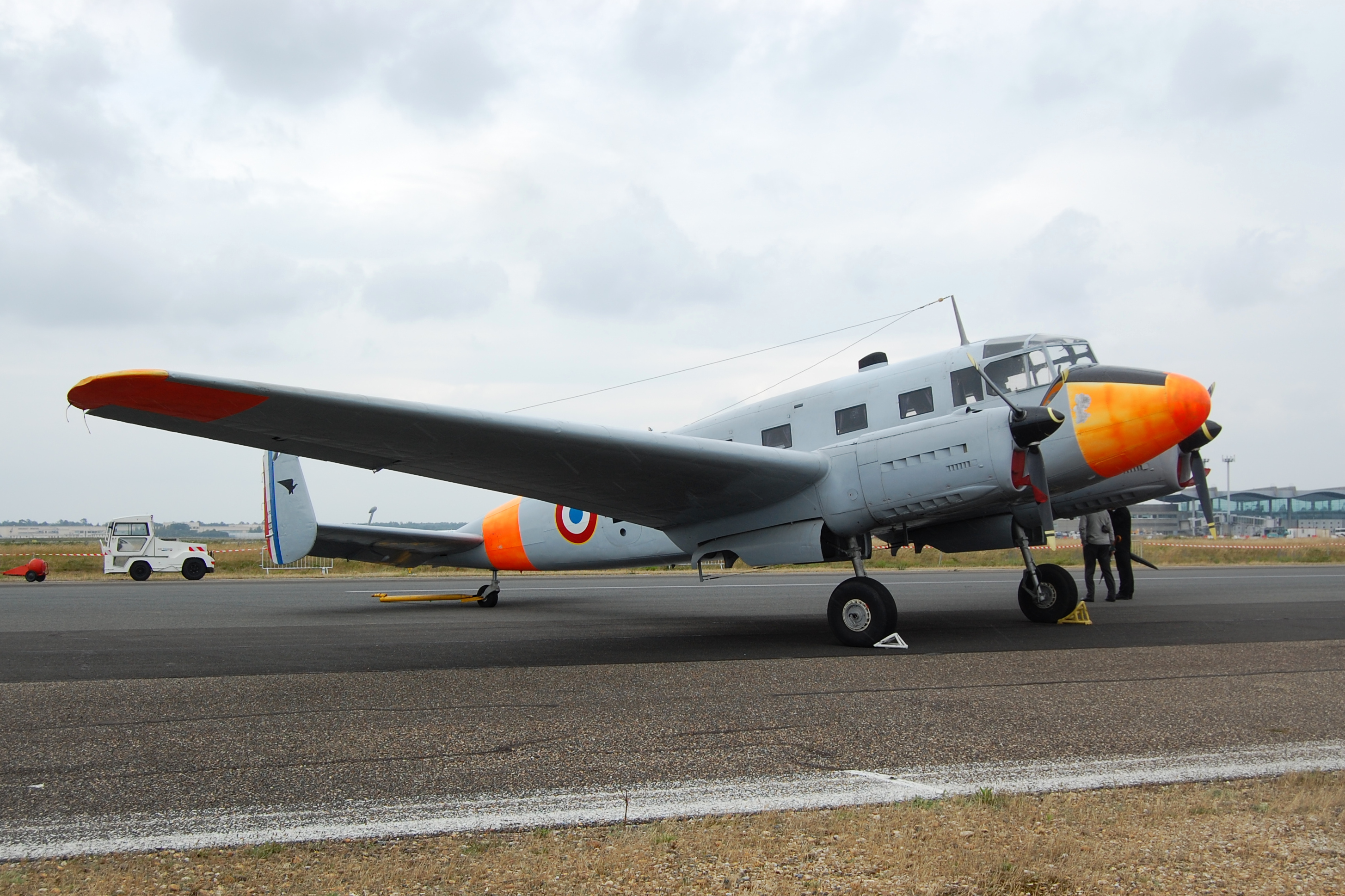
SNCAC NC 702 aux 100 ans d'aéronautique à Bordeaux-Mérignac, en 2010.